# Sint-Jozefskerk (Londerzeel)

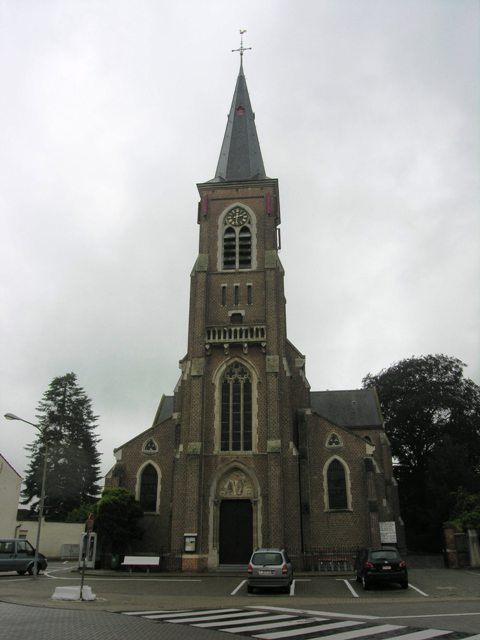
Sint-Jozefskerk

De Sint-Jozefskerk is de parochiekerk van de tot de Vlaams-Brabantse gemeente Londerzeel behorende plaats Londerzeel Sint-Jozef.
Deze kerk werd gebouwd in 1875-1876 naar ontwerp van Joseph Caluwaerts. Het neogotisch bakstenen kerkgebouw is naar het westen georiënteerd. De kerk heeft een half ingebouwde toren van vier geledingen die een hoogte heeft van 45 meter. Het koor is driezijdig afgesloten.
De kerk bezit een Stevens-orgel van 1896. De glas-in-loodramen in het koor zijn van 1878, de overige van 1931-1934. Het merendeel van het kerkmeubilair is van omstreeks 1900.